# Palaeognathae
I Paleognati (Palaeognathae Pycraft, 1900) sono un superordine di uccelli, che comprende principalmente uccelli che non possiedono la capacità di volare.
Palaeognathae contiene cinque rami esistenti di lignaggi incapaci di volare (più due clade estinti), chiamati ratiti, e un lignaggio ancora in grado di volare, i tinamo. Esistono 47 specie di tinami, 5 specie di kiwi (Apteryx), 3 specie di casuari (Casuarius), 2 specie di emù (Dromaius) di cui una estinta in tempi storici, 2 specie di nandù (Rhea) e 2 specie di struzzo (Struthio). Recenti ricerche hanno indicato che i paleognati sono monofiletici, ma la tradizionale divisione tassonomica tra le forme incapaci di volare e quelle volanti non è corretta; i tinami sono all'interno della radiazione dei ratiti, il che significa che l'incapacità di volare si è evoluta indipendentemente più volte attraverso un'evoluzione parallela.
Esistono tre gruppi estinti che sono membri indiscussi di Palaeognathae: i Lithornithiformes, i Dinornithiformes (moa) e gli Aepyornithiformes (uccelli elefante). Ci sono altri uccelli estinti attribuiti a Palaeognathae da almeno un autore, ma le loro affinità sono una questione controversa.

## Etimologia
La parola Palaeognathae deriva dal greco antico e significa "vecchie mascelle" in riferimento all'anatomia scheletrica del palato di questi animali, che è descritta come più primitiva e rettiliana di quella degli altri uccelli. Gli uccelli palaeognati mantengono alcuni caratteri morfologici basali ma non sono affatto fossili viventi poiché il loro genoma ha continuato ad evolversi a livello di DNA sotto pressione selettiva a tassi comparabili al ramo di Neognathae degli uccelli viventi, sebbene ci siano alcune controversie sulla relazione precisa tra loro e gli altri uccelli. Ci sono anche molte altre controversie scientifiche sulla loro evoluzione.

## Tassonomia

### Storia delle classificazioni
Nella storia della biologia ci sono state molte tassonomie discordanti tra gli uccelli ora inclusi in Palaeognathae. L'argomento è stato studiato da Dubois (1891), Sharpe (1891), Shufeldt (1904), Sibley e Ahlquist (1972, 1981) e Cracraft (1981).
A Merrem (1813) viene spesso attribuito il merito di classificare insieme i paleognati e coniato il taxon "Ratitae". Tuttavia, Linneo (1758) mise insieme casuari, emù, struzzi e nandù nel genere Struthio. Lesson (1831) aggiunse i kiwi a Ratitae. Parker (1864) riportò le somiglianze dei palati degli tinamo e dei ratiti, ma Huxley (1867) è più ampiamente accreditato di questa intuizione. Huxley continuava a collocare i tinami con le Carinatae di Merrem a causa del loro sterno a chiglia, e pensava che fossero più strettamente legati ai Galliformi.
Pycraft (1900) presentò un grande progresso quando coniò il termine Palaeognathae. Rifiutò la classificazione Ratitae-Carinatae che separava i tinami dai ratiti. Egli pensò l'assenza di uno sterno potesse evolversi facilmente negli uccelli anche se non imparentati tra di loro. Ha anche riconosciuto che i ratiti fossero secondariamente incapaci di volare. Le sue suddivisioni erano basate sulle caratteristiche dello scheletro palatale e di altri sistemi di organi. Stabilì sette ordini di animali viventi e fossili (Casuarii, Struthiones, Rheae, Dinornithes, Aepyornithes, Apteryges e Crypturi - quest'ultimo era il suo termine per tinami, dopo il genere Crypturellus).
I Palaeognathae sono di solito considerati un superordine, ma vari autori spesso lo trattano come un taxon più alto come una sottoclasse (Stresemann 1927-1934) o più basso come un ordine (Cracovia 1981).

### Cladistica
|  | Tinamiformes (Tinamo)    |
|  |                          |
|  | † Dinornithiformes (Moa) |
|  |                          |

|  | Apterygiformes (Kiwi)                  |
|  |                                        |
|  | † Aepyornithiformes (Uccelli elefante) |
|  |                                        |

|  | Casuariidae (Casuari) |
|  |                       |
|  | Dromaiidae (Emù)      |
|  |                       |

|  | Apterygiformes (Kiwi)                  |
|  |                                        |
|  | † Aepyornithiformes (Uccelli elefante) |
|  |                                        |

|  | Casuariidae (Casuari) |
|  |                       |
|  | Dromaiidae (Emù)      |
|  |                       |

|  | Apterygiformes (Kiwi)                  |
|  |                                        |
|  | † Aepyornithiformes (Uccelli elefante) |
|  |                                        |

|  | Casuariidae (Casuari) |
|  |                       |
|  | Dromaiidae (Emù)      |
|  |                       |

|  | Apterygiformes (Kiwi)                  |
|  |                                        |
|  | † Aepyornithiformes (Uccelli elefante) |
|  |                                        |

|  | Casuariidae (Casuari) |
|  |                       |
|  | Dromaiidae (Emù)      |
|  |                       |

|  | Tinamiformes (Tinamo)    |
|  |                          |
|  | † Dinornithiformes (Moa) |
|  |                          |

|  | Apterygiformes (Kiwi)                  |
|  |                                        |
|  | † Aepyornithiformes (Uccelli elefante) |
|  |                                        |

|  | Casuariidae (Casuari) |
|  |                       |
|  | Dromaiidae (Emù)      |
|  |                       |

|  | Apterygiformes (Kiwi)                  |
|  |                                        |
|  | † Aepyornithiformes (Uccelli elefante) |
|  |                                        |

|  | Casuariidae (Casuari) |
|  |                       |
|  | Dromaiidae (Emù)      |
|  |                       |

|  | Apterygiformes (Kiwi)                  |
|  |                                        |
|  | † Aepyornithiformes (Uccelli elefante) |
|  |                                        |

|  | Casuariidae (Casuari) |
|  |                       |
|  | Dromaiidae (Emù)      |
|  |                       |

|  | Apterygiformes (Kiwi)                  |
|  |                                        |
|  | † Aepyornithiformes (Uccelli elefante) |
|  |                                        |

|  | Casuariidae (Casuari) |
|  |                       |
|  | Dromaiidae (Emù)      |
|  |                       |

|  | Tinamiformes (Tinamo)    |
|  |                          |
|  | † Dinornithiformes (Moa) |
|  |                          |

|  | Apterygiformes (Kiwi)                  |
|  |                                        |
|  | † Aepyornithiformes (Uccelli elefante) |
|  |                                        |

|  | Casuariidae (Casuari) |
|  |                       |
|  | Dromaiidae (Emù)      |
|  |                       |

|  | Apterygiformes (Kiwi)                  |
|  |                                        |
|  | † Aepyornithiformes (Uccelli elefante) |
|  |                                        |

|  | Casuariidae (Casuari) |
|  |                       |
|  | Dromaiidae (Emù)      |
|  |                       |

|  | Apterygiformes (Kiwi)                  |
|  |                                        |
|  | † Aepyornithiformes (Uccelli elefante) |
|  |                                        |

|  | Casuariidae (Casuari) |
|  |                       |
|  | Dromaiidae (Emù)      |
|  |                       |

|  | Apterygiformes (Kiwi)                  |
|  |                                        |
|  | † Aepyornithiformes (Uccelli elefante) |
|  |                                        |

|  | Casuariidae (Casuari) |
|  |                       |
|  | Dromaiidae (Emù)      |
|  |                       |

|  | Tinamiformes (Tinamo)    |
|  |                          |
|  | † Dinornithiformes (Moa) |
|  |                          |

|  | Apterygiformes (Kiwi)                  |
|  |                                        |
|  | † Aepyornithiformes (Uccelli elefante) |
|  |                                        |

|  | Casuariidae (Casuari) |
|  |                       |
|  | Dromaiidae (Emù)      |
|  |                       |

|  | Apterygiformes (Kiwi)                  |
|  |                                        |
|  | † Aepyornithiformes (Uccelli elefante) |
|  |                                        |

|  | Casuariidae (Casuari) |
|  |                       |
|  | Dromaiidae (Emù)      |
|  |                       |

|  | Apterygiformes (Kiwi)                  |
|  |                                        |
|  | † Aepyornithiformes (Uccelli elefante) |
|  |                                        |

|  | Casuariidae (Casuari) |
|  |                       |
|  | Dromaiidae (Emù)      |
|  |                       |

|  | Apterygiformes (Kiwi)                  |
|  |                                        |
|  | † Aepyornithiformes (Uccelli elefante) |
|  |                                        |

|  | Casuariidae (Casuari) |
|  |                       |
|  | Dromaiidae (Emù)      |
|  |                       |

|  | Tinamiformes (Tinamo)    |
|  |                          |
|  | † Dinornithiformes (Moa) |
|  |                          |

|  | Apterygiformes (Kiwi)                  |
|  |                                        |
|  | † Aepyornithiformes (Uccelli elefante) |
|  |                                        |

|  | Casuariidae (Casuari) |
|  |                       |
|  | Dromaiidae (Emù)      |
|  |                       |

|  | Apterygiformes (Kiwi)                  |
|  |                                        |
|  | † Aepyornithiformes (Uccelli elefante) |
|  |                                        |

|  | Casuariidae (Casuari) |
|  |                       |
|  | Dromaiidae (Emù)      |
|  |                       |

|  | Apterygiformes (Kiwi)                  |
|  |                                        |
|  | † Aepyornithiformes (Uccelli elefante) |
|  |                                        |

|  | Casuariidae (Casuari) |
|  |                       |
|  | Dromaiidae (Emù)      |
|  |                       |

|  | Apterygiformes (Kiwi)                  |
|  |                                        |
|  | † Aepyornithiformes (Uccelli elefante) |
|  |                                        |

|  | Casuariidae (Casuari) |
|  |                       |
|  | Dromaiidae (Emù)      |
|  |                       |

|  | Tinamiformes (Tinamo)    |
|  |                          |
|  | † Dinornithiformes (Moa) |
|  |                          |

|  | Apterygiformes (Kiwi)                  |
|  |                                        |
|  | † Aepyornithiformes (Uccelli elefante) |
|  |                                        |

|  | Casuariidae (Casuari) |
|  |                       |
|  | Dromaiidae (Emù)      |
|  |                       |

|  | Apterygiformes (Kiwi)                  |
|  |                                        |
|  | † Aepyornithiformes (Uccelli elefante) |
|  |                                        |

|  | Casuariidae (Casuari) |
|  |                       |
|  | Dromaiidae (Emù)      |
|  |                       |

|  | Apterygiformes (Kiwi)                  |
|  |                                        |
|  | † Aepyornithiformes (Uccelli elefante) |
|  |                                        |

|  | Casuariidae (Casuari) |
|  |                       |
|  | Dromaiidae (Emù)      |
|  |                       |

|  | Apterygiformes (Kiwi)                  |
|  |                                        |
|  | † Aepyornithiformes (Uccelli elefante) |
|  |                                        |

|  | Casuariidae (Casuari) |
|  |                       |
|  | Dromaiidae (Emù)      |
|  |                       |

|  | Tinamiformes (Tinamo)    |
|  |                          |
|  | † Dinornithiformes (Moa) |
|  |                          |

|  | Apterygiformes (Kiwi)                  |
|  |                                        |
|  | † Aepyornithiformes (Uccelli elefante) |
|  |                                        |

|  | Casuariidae (Casuari) |
|  |                       |
|  | Dromaiidae (Emù)      |
|  |                       |

|  | Apterygiformes (Kiwi)                  |
|  |                                        |
|  | † Aepyornithiformes (Uccelli elefante) |
|  |                                        |

|  | Casuariidae (Casuari) |
|  |                       |
|  | Dromaiidae (Emù)      |
|  |                       |

|  | Apterygiformes (Kiwi)                  |
|  |                                        |
|  | † Aepyornithiformes (Uccelli elefante) |
|  |                                        |

|  | Casuariidae (Casuari) |
|  |                       |
|  | Dromaiidae (Emù)      |
|  |                       |

|  | Apterygiformes (Kiwi)                  |
|  |                                        |
|  | † Aepyornithiformes (Uccelli elefante) |
|  |                                        |

|  | Casuariidae (Casuari) |
|  |                       |
|  | Dromaiidae (Emù)      |
|  |                       |

|  | Tinamiformes (Tinamo)    |
|  |                          |
|  | † Dinornithiformes (Moa) |
|  |                          |

|  | Apterygiformes (Kiwi)                  |
|  |                                        |
|  | † Aepyornithiformes (Uccelli elefante) |
|  |                                        |

|  | Casuariidae (Casuari) |
|  |                       |
|  | Dromaiidae (Emù)      |
|  |                       |

|  | Apterygiformes (Kiwi)                  |
|  |                                        |
|  | † Aepyornithiformes (Uccelli elefante) |
|  |                                        |

|  | Casuariidae (Casuari) |
|  |                       |
|  | Dromaiidae (Emù)      |
|  |                       |

|  | Apterygiformes (Kiwi)                  |
|  |                                        |
|  | † Aepyornithiformes (Uccelli elefante) |
|  |                                        |

|  | Casuariidae (Casuari) |
|  |                       |
|  | Dromaiidae (Emù)      |
|  |                       |

|  | Apterygiformes (Kiwi)                  |
|  |                                        |
|  | † Aepyornithiformes (Uccelli elefante) |
|  |                                        |

|  | Casuariidae (Casuari) |
|  |                       |
|  | Dromaiidae (Emù)      |
|  |                       |

Cladogramma basato su Mitchell (2014) con certi clade nominati da Yuri et. al (2013)
Cloutier, A. et al. (2019) nel loro studio molecolare colloca gli struzzi come lignaggio basale con i nandù come il successivo più basale.